# Ösby träsk
Ösby träsk o Ösbyträsket es un lago unos kilómetros al este de Gustavsberg, Suecia. Consiste de tres lagos pequeños que forman un lago.
- Datos: Q6174998